# Servidor de terminales
Un servidor de terminales es un equipo utilizado para conectar múltiples dispositivos de entrada-salida, posiblemente telecontrolados, a una unidad central de proceso.

## Historia
Históricamente, un servidor de terminales era un dispositivo que unía a los dispositivos seriales RS-232, tales como terminales verdes de la pantalla “VT” o impresoras seriales, y transportaba el tráfico de datos vía el telnet del TCP/IP, el SSH o el otro protocolo vendedor-específico (es decir el LAT). 
Originalmente, los primeros servidores terminales eran dispositivos que proporcionaban una conexión entre un terminal mudo supuesto de la “pantalla verde” y un ordenador huésped vía una conexión de Ethernet. Estos terminales también fueron referidos como 80x24 puesto que incluyeron 24 líneas de texto exhibidas hasta 80 columnas a través. DECserver 100 (1985), 200 (1986) y 300 de Digital Equipment Corporation (1991) son ejemplos tempranos de esta tecnología. (Una versión anterior de este producto, conocida como el servidor de terminales de DECSA era realmente un test-bed o un prueba-de-concepto para usar el protocolo local propietario del transporte del área (LAT) en redes comerciales de la producción.) Con la introducción de los componentes de memoria de destello baratos, un DECserver más último 700 (1991) y 900 de Digital (1995) compartió no más con sus unidades anteriores la necesidad de descargar su software de un “anfitrión de la carga” (generalmente una Digital VAX o alfa) que usaba el protocolo propietario del MOP de Digital. De hecho, estos productos los últimos del servidor de terminales ahora también incluyeron una memoria de destello mucho más grande y el apoyo total para la pieza del telnet del TCP/ip Protocol Suite. 
Muchas otras compañías incorporaron el mercado del servidor de terminales con los servidores terminales cargados con el software totalmente compatible con el LAT y el telnet. Algunos fabricantes también indicaron específicamente que habían emulado el sistema de comando de Digital para la gerencia del servidor de terminales. Además de conservar la capacidad de los servidores terminales más viejos de obtener su código run-time de un anfitrión de la carga, podían más atar con correa de memoria de destello a bordo o de un disco blando sostenido en una impulsión en el servidor de terminales. Algunos servidores terminales de Xyplex podían actuar como anfitrión de la carga para uno a; uno llevaría a cabo el código en una tarjeta de destello de PCMCIA y lo serviría a otro. 
Comenzando en los mid-1990s, varios fabricantes tales como robótica de los EE. UU. produjeron los “servidores terminales del módem”. En vez de tener puertos RS-232, éstos incorporarían directamente un módem análogo. Estos dispositivos eran de uso general por los Internet Service Provider permitir terminal de marcado manual del consumidor. Las versiones modernas interconectan a un ISDN PRI en vez de tener puertos análogos del módem. 
En el 2006 los servidores terminales seriales fueron de uso frecuente para la conexión a los puertos de la consola de los servidores del Unix. Esto entonces permite que los administradores de sistema conecten con los servidores sobre la red. Esto es importante para reanudar el sistema y para el hardware que elimina errores, donde el sistema operativo no operara correctamente.

## Uso moderno
El término “servidor de terminales” puede significar últimamente un servidor del acceso de red o un sistema operativo del servidor que proporcione una interfaz gráfica de usuario (GUI) de Windows o un tablero del escritorio de Linux a los terminales del usuario que no tienen esta capacidad ellos mismos. Alternativamente, el tablero del escritorio se proporciona a una computadora alejada para permitir teleworking. Otros ejemplos de la entrega de escritorio alejada con el fin del acceso alejado incluyen RDP de Microsoft y X11 de la comunidad del UNIX. 
Referido a la arquitectura cliente-servidor como thin-client (equipos y dispositivos de baja capacidad de procesamiento y memoria). Los protocolos que el cliente y el servidor utilizan para comunicarse entre sí son protocolos de escritorio alejado, Citrix ICA, Systancia-AppliDis, GoGlobal y tecnología de NX. 
La conexión con el servidor de terminales se realiza de una forma rápida, ya que en un ambiente del servidor de terminales, sólo qué se exhibe realmente en la pantalla necesita ser enviado a través del Internet/WAN, y comandos del ratón y del teclado están las únicas cosas que necesitan ser enviadas de nuevo al servidor. 
Normalmente, el manejo de ventanas se realiza en el cliente, que sólo transmite las modificaciones de pantalla, de manera que se optimice el tiempo de refresco y por lo tanto la velocidad de acceso a los datos.
Puesto que todo el proceso y almacenamiento ocurre en el servidor, los requisitos para los dispositivos del cliente son mínimos. Los dispositivos del cliente pueden ser cualquier cosa de un cliente fino (computadora de red) a un ordenador personal de configuración completa (cliente grueso). La velocidad y la energía de la computadora del cliente importan muy poco puesto que no trabaja mucho en el proceso.

## Servidores terminales modernos
Los servidores de terminales modernos se utilizan de muchas maneras. Se ponen en ejecución generalmente con un servidor de terminales que pueda emular hasta 40 o 50 máquinas simultáneamente. El usuario final utiliza un sitio de trabajo (típicamente una computadora algo barata) para conectar con el servidor de terminales. El sitio de trabajo actúa típicamente como si funcionara una versión completa de Linux o de Windows (usando servicios terminales). Esto es ventajoso por varias razones:
- Sólo es necesario comprar un servidor de terminales y no centenares de máquinas costosas.
- En cualquier momento, el cliente liviano tiene acceso a los recursos que no están siendo utilizados por el servidor de terminales, esta disposición es ideal en una situación donde el usuario final necesita realizar tareas intensivas del recurso, pero solo intermitentemente. Puesto que el servidor de terminales puede tener especificaciones altas, éste puede ayudar a cada uno en caso de ejecutar alguna tarea al tener acceso a una computadora de gran potencia.
- La configuración de la computadora de cada usuario se guarda en el servidor de terminales.
- El usuario del cliente ligero puede conectarse a su sitio de trabajo desde cualquier localización que tenga acceso a la red.
- Proporciona una localización centralizada en donde los administradores pueden reservar un solo servidor de terminales, más que centenares de máquinas individuales.